# Krzyk (film 1996)
Krzyk (ang. Scream) – amerykański horror filmowy z podgatunku slasher w reżyserii Wesa Cravena. Film oprócz horroru łączy w sobie także elementy pastiszu oraz filmu kryminalnego. Jego światowa premiera odbyła się 20 grudnia 1996 roku. Premiera w Polsce miała miejsce 22 sierpnia 1997 roku. Film doczekał się sześciokrotnej kontynuacji oraz został sparodiowany w komedii Keenena Ivory’ego Wayansa Straszny film

## Fabuła
Późny wieczór, peryferia sennego miasteczka Woodsboro. Nastoletnia Casey Becker (Drew Barrymore) oraz jej chłopak Steve zostają zamordowani w jej domu. Przed śmiercią była terroryzowana serią telefonów od zabójcy w masce, który pytał: Jaki jest Twój ulubiony horror?. Jest to dopiero początek serii zabójstw, która wstrząśnie tym małym miasteczkiem. Głównym celem mordercy jest Sidney Prescott (Neve Campbell). Broni ją m.in. zastępca szeryfa i brat przyjaciółki Dewey Riley (David Arquette). W mieście pojawia się wielu dziennikarzy, a wśród nich także Gale Weathers (Courteney Cox).

### Reguły
W całej serii Krzyku przez jednego z bohaterów, Randy’ego Meeksa, ironicznie zostały określone reguły filmowego horroru, którymi należy się kierować, by go przeżyć. W części pierwszej sprecyzowano:
- Nie przeżyjesz do końca filmu, jeśli będziesz uprawiać seks.
- Nie przeżyjesz do końca filmu, jeśli będziesz spożywać alkohol lub zażywać narkotyki.
- Nie przeżyjesz do końca filmu, jeśli powiesz Zaraz wracam, Słucham? lub Kto tam?.

Podobne reguły zostały zaprezentowane w trailerze filmowym:
- Nie odbieraj telefonu!
- Nie otwieraj drzwi!
- Nie próbuj się ukryć!
- Przede wszystkim, nie krzycz![a]

## Obsada
- Neve Campbell – Sidney Prescott
- Courteney Cox – Gale Weathers
- Rose McGowan – Tatum Riley
- Skeet Ulrich – Ghostface #1 / Billy Loomis
- Matthew Lillard – Ghostface #2 / Stuart „Stu” Macher
  - Roger L. Jackson – Ghostface (głos)
- David Arquette – zastępca szeryfa Dwight „Dewey” Riley
- Jamie Kennedy – Randy Meeks
- W. Earl Brown – Kenneth „Kenny” Jones
- Joseph Whipp – szeryf Burke
- Lawrence Hecht – Neil Prescott
- Henry Winkler – dyrektor Arthur Himbry
- Drew Barrymore – Casey Becker
- Kevin Patrick Walls – Steven Orth
- Liev Schreiber – Cotton Weary

## Produkcja
Film, do którego nagrodzony nagrodą Saturna scenariusz napisał Kevin Williamson, twórca serialu Jezioro marzeń, przywrócił na piedestał filmowego horroru Wesa Cravena. Craven dwa lata przed premierą Krzyku wyreżyserował film Nowy koszmar Wesa Cravena, który był siódmą częścią filmów ze stworzonej przez niego serii Koszmar z ulicy Wiązów, lecz obraz nie odniósł ostatecznie takiego sukcesu jak pierwszy film z cyklu. Craven wpadł więc na pomysł odnowienia konwencji filmowego horroru, który prym wiódł na przełomie lat siedemdziesiątych i osiemdziesiątych, lecz w latach dziewięćdziesiątych stał się jednym z najmniej opłacalnych gatunków. Powstała idea nakręcenia pastiszu kina grozy, a pierwotnie tytuł filmu miał brzmieć Straszny film (co później wykorzystali twórcy parodii pod tym samym tytułem). Ostateczna wymowa filmu okazała się jednak nie być komediowa – wręcz przeciwnie, film zręcznie łączył motywy prawdziwej grozy i czarny, groteskowy humor. Film był na ustach horrorowego półświatka już przed premierą za sprawą reżysera, błyskotliwego scenariusza i idoli nastolatek obsadzonych w głównych i drugoplanowych rolach – Neve Campbell, która główną rolę Sidney Prescott dostała po występie w filmie Szkoła czarownic i powtórzyła ją w dwóch kolejnych sequelach, przystojnego Skeeta Ulricha, Rose McGowan, która stała się uznaną aktorką filmów klasy „B”, Matthew Lillarda i Drew Barrymore.

## Odbiór
Krzyk odniósł sukces zarówno artystyczny, jak i komercyjny, wpisując się do klasyki gatunku i zajmując miejsce na liście najbardziej dochodowych filmów roku 1996. Film zadebiutował na ekranach amerykańskich kin 20 grudnia '96 r. i podczas pierwszego weekendu (wyświetlony w tysiącu czterystu trzynastu kinach) zarobił 6 354 586 dolarów. Przez kolejne miesiące film zarobił ponad 87 milionów dolarów; w kwietniu 1997 roku przywrócono go na ekrany kin i wkrótce zarobił kolejne 16 milionów dolarów. Do 2007 roku Krzyk zgarnął 173 046 663 dolarów, stając się jednym z najbardziej dochodowych horrorów w dziejach kina.

## Nagrody
- 1997: Neve Campbell – nagroda główna Saturn w kategorii najlepsza aktorka
- 1997: Neve Campbell – nominacja do MTV Movie Awards w kat. najlepsza aktorka
- 1997: Kevin Williamson – Saturn w kat. najlepszy scenariusz
- 1997: Drew Barrymore – nominacja do Saturna w kat. najlepsza aktorka drugoplanowa
- 1997: Wes Craven – nominacja do Saturna w kat. najlepszy reżyser
- 1997: Skeet Ulrich – nominacja do Saturna w kat. najlepszy aktor drugoplanowy
- 1997: Saturn w kat. najlepszy horror
- 1997: MTV Movie Awards w kat. najlepszy film